# Danza del leone

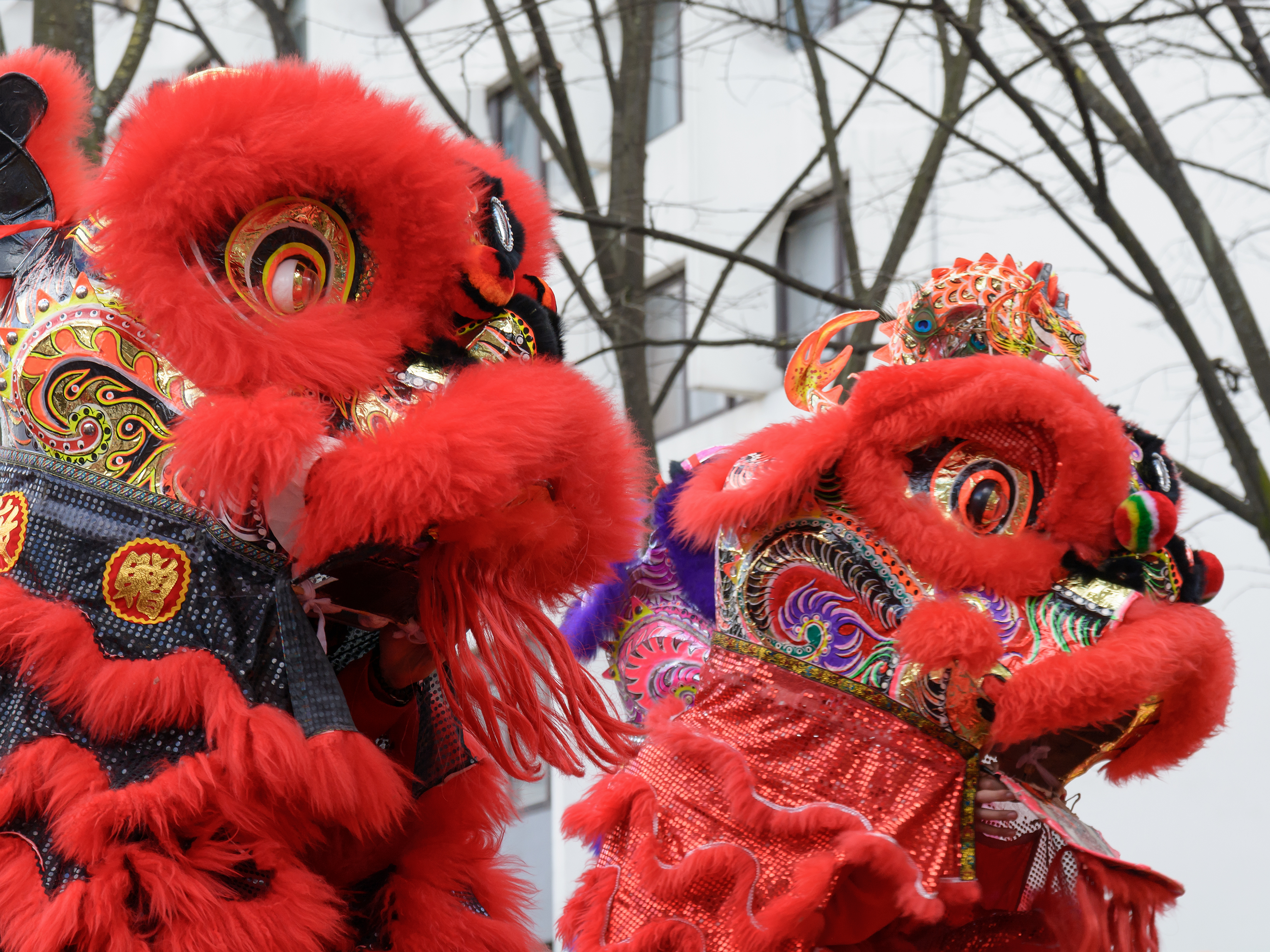
Dettaglio di leoni cinesi utilizzati per la danza del leone.

La Danza del leone è una danza tradizionale cinese eseguita, insieme alla Danza del drago, soprattutto durante le celebrazioni di alcune festività, come ad esempio nel Capodanno cinese e nella Festa di metà autunno. La danza è solitamente effettuata da artisti marziali o acrobati. Uno o più danzatori indossano un grande costume da bestia, tenendo in alto la testa, ed uno o più personaggi rappresentanti esseri umani danzano intorno al mostro.
La danza del leone viene confusa spesso con quella del drago, tuttavia una differenza fondamentale è che il corpo del leone viene normalmente mosso da due danzatori, mentre il drago ne richiede molti. Nella danza del leone, le facce dei figuranti si vedono di rado, poiché sono all'interno del corpo del leone, mentre nella danza del drago il corpo dell'animale viene tenuto in alto da alcuni pali, per cui si vedono tutti i danzatori.
Le due principali varianti della danza del leone sono conosciute come "Leone del Nord" e "Leone del Sud". Sebbene entrambe siano molto comuni in tutta la Cina, nel resto del mondo è conosciuta soprattutto quella del Sud, poiché è stata esportata dalle comunità cinesi espatriate all'estero, che provengono maggiormente dalle regioni cinesi meridionali. Alcune versioni della danza del leone esistono anche in Giappone, Corea, Vietnam e Tibet. Anche in Indonesia esiste una sorta di danza del leone, che tuttavia non va confusa con quella cinese o con le sue varianti poiché è associata alla mitologia Singa Barong.

## Storia

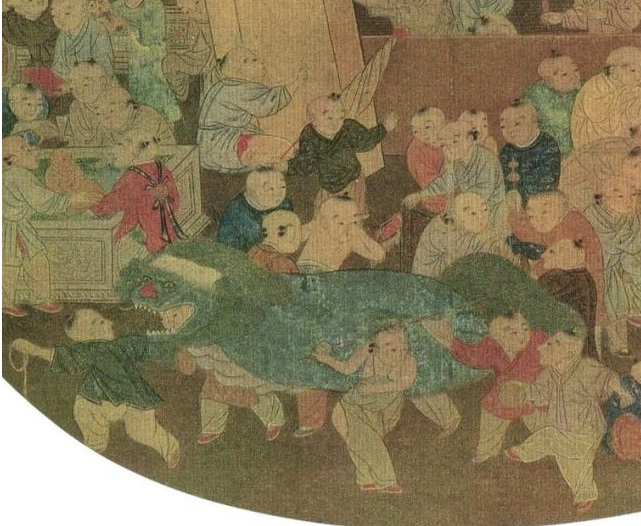
Dettaglio del dipinto di epoca Song "Cento bambini giocano nella sorgente" (百子嬉春图页) di Su Hanchen (苏汉臣), che mostra dei bambini mentre eseguono la danza del leone.

In Cina vige sin dall'antichità la tradizione di eseguire danze in cui i protagonisti indossano maschere di sembianze animali, queste esibizioni compaiono descritte anche in antichi testi come lo Shujing, in cui si parla di bestie selvagge e fenici danzanti che probabilmente erano in realtà danze con attori mascherati. In alcune fonti risalenti alla dinastia Qin, i danzatori che davano vita agli esorcismi rituali indossavano maschere di pelle d'orso, mentre le fonti della dinastia Han parlano di "mimi" (象人) che recitavano come pesci, draghi o fenici. Il leone, tuttavia, non è un animale nativo della Cina, per cui si pensa che la danza del leone abbia avuto origine in Paesi come India o Persia, con cui la Cina ha avuto contatti attraverso l'Asia centrale. Secondo l'etnomusicologo Laurence Picken, anche la parola cinese per "leone", shī (狮; 獅 in caratteri tradizionali), potrebbe essere derivata dalla parola persiana šer, inoltre pare che i primi leoni furono introdotti in Cina in epoca Han da alcuni emissari dell'Asia Centrale provenienti dall'Impero partico. Le prime descrizioni dettagliate della danza del leone apparvero durante la dinastia Tang, tuttavia alcuni scrittori e poeti dell'epoca riconobbero già la danza del leone come una performance straniera comparsa in Cina nel III secolo, quando lo studioso del periodo dei Tre Regni Meng Kang (孟康) si riferì a delle "scene di leoni" in un commento allo Hanshu. Nel periodo iniziale della sua comparsa in Cina, la danza veniva associata alla religione buddhista: in un testo della dinastia dei Wei settentrionali (386-535), Descrizione dei templi buddhisti di Luoyang (洛陽伽藍記), viene descritta una parata dedicata ad una statua di Buddha nel tempio Changqiu (長秋寺), condotta da un leone per cacciare via gli spiriti maligni.
Durante la dinastia Tang, vigevano diverse versioni della danza del leone. Nella corte Tang, era chiamata "Musica della Grande Pace" (太平樂, Taiping yue) oppure "Danza del Leone delle Cinque Direzioni" (五方獅子舞), in cui cinque grandi leoni di colori ed espressioni facciali differenti venivano condotti con una corda da due persone ciascuno ed accompagnati da 140 musicanti. In una versione più tarda, i cinque leoni venivano descritti come alti più di tre metri ed infastiditi ognuno da 12 "tizi dei leoni" che li colpivano con fruste rosse. Un'ulteriore variante della danza del leone veniva eseguita da due persone, come descritta dal poeta di epoca Tang Bai Juyi nel suo poema "Arti dei Liang Occidentali" (西凉伎), in cui a ballare erano danzatori di etnia Hu (胡, un popolo non cinese Han dell'Asia centrale) che indossavano costumi composti da una testa di legno con orecchie mobili, una coda di seta ed un corpo peloso, con occhi coperti d'oro e denti placcati in argento. Questa forma era la più simile a quella della danza del leone odierna. Nell'VIII secolo, questo tipo di danza del leone aveva raggiunto anche il Giappone. Durante l'epoca Song la danza del leone veniva eseguita nelle festività, nella successiva epoca dei Song Meridionali era conosciuta come "Leone del Nord".
Il sud della Cina sviluppò in seguito anche una versione conosciuta come "Leone del Sud", che ebbe probabilmente origine nella provincia del Guangdong. Una serie di miti vengono associati all'origine di questa danza nel sud: la storia più famosa vuole che la danza ebbe origine in un villaggio da cui venne cacciato con successo un mostro mitologico conosciuto come Nian. Secondo un'altra, l'imperatore Qianlong fece un sogno su un animale di buon auspicio mentre era in viaggio nel sud della Cina, quindi ordinò che l'animale fosse ricreato ed usato durante le festività. In realtà, più probabilmente il Leone del Sud di Guangzhou è un adattamento del Leone del Nord alle caratteristiche e ai miti locali, avvenuto probabilmente durante la dinastia Ming.

## Esecuzione
La danza del leone viene effettuata con un accompagnamento di strumenti quali percussioni, piatti e gong. La musica è sincronizzata ai movimenti di danza e alle azioni del leone.
In epoca contemporanea, la possibilità di utilizzare apparecchi elettronici per la riproduzione musicale ha permesso un'evoluzione della danza del leone, in quanto ora si vedono raramente set di strumenti reali durante le esibizioni.

## La Danza del leone nel kung fu
La danza simbolizza forza e buon auspicio; il leone è considerato animale sacro che con i suoi poteri scaccia il male; anche il suono di tamburi ed altri strumenti di percussione servono a mandare via gli spiriti malefici.
Per questi motivi la Danza del leone cinese, esibita ed allestita dalla scuola di kungfu porta fortuna e benessere.
La Danza del Leone fa parte delle attività insegnate al Chong Oi Chau Ka Yen Yi Tong ed un importante allenamento supplementare del Kung Fu. Lezioni della Danza del Leone e uso degli strumenti di percussione vengono insegnate a tutti gli studenti che sono interessati. Imparare a suonare il tamburo, il gong, i cimbali, esibirsi come coda o testa sono essenziali per un leone vivace e un buon kung fu.